# ディケンズ郡 (テキサス州)
ディケンズ郡（ディケンズぐん、英: Dickens County）は、アメリカ合衆国テキサス州の北部に位置する郡である。2010年国勢調査での人口は2,444人であり、2000年の2,762人から11.5%減少した。郡庁所在地はディケンズ市（人口286人）であり、同郡で人口最大の都市はスパー市（人口1,318人）である。郡名およびディケンズ市の名前はどちらも、アラモの戦いで戦死したJ・ディケンズにちなんで名付けられた。
ピッチフォーク牧場がディケンズ郡と隣のキング郡に跨ってある。1965年から1986年までラボック市の国立牧畜歴史遺産センターとも提携しているジム・ハンフリーズが管理していた。
現在は隣接するモトリー郡にあるマタドール牧場が郡内に入っていたことがあった。

## 歴史
ディケンズ郡生れのチャールズ・ウェルドン・キャノンがスパー市とディケンズ市で1949年からその死の1997年まで長靴と鞍の店を経営していた。
マーシャル・フォーンビーが1936年に、当時としては州内で最も若い25歳でディケンズ郡判事になった。フォーンビーは後にテキサス州議会上院議員になり、州西部のラジオ放送局ネットワークを所有した。マーシャルの甥でディケンズ郡生れのクリント・フォーンビーはヒアフォードにあるPAN AM&FMラジオ局のオーナーであり、2010年に死ぬまで、国内では最長の一人が運営するラジオ番組を流し続けた。

## 地理
アメリカ合衆国国勢調査局に拠れば、郡域全面積は905平方マイル (2,343.9 km2)であり、このうち陸地904平方マイル (2,341.3 km2)、水域は1平方マイル (2.6 km2)で水域率は0.11%である。

### 主要高規格道路
- アメリカ国道82号線/テキサス州道114号線
- テキサス州道70号線

### 隣接する郡
- モトリー郡 - 北
- キング郡 - 東
- ケント郡 - 南
- クロスビー郡 - 西

## 人口動態
以下は2000年の国勢調査による人口統計データである。
| 基礎データ - 人口: 2,762人 - 世帯数: 980 世帯 - 家族数: 638 家族 - 人口密度: 1人/km2（3人/mi2） - 住居数: 1,368軒 - 住居密度: 1軒/km2（2軒/mi2） 人種別人口構成 - 白人: 77.62% - アフリカン・アメリカン: 8.18% - ネイティブ・アメリカン: 0.36% - アジア人: 0.11% - 太平洋諸島系: 0.25% - その他の人種: 12.35% - 混血: 1.12% - ヒスパニック・ラテン系: 23.90% 年齢別人口構成 - 18歳未満: 18.5% - 18-24歳: 10.4% - 25-44歳: 29.7% - 45-64歳: 22.4% - 65歳以上: 19.0% - 年齢の中央値: 39歳 - 性比（女性100人あたり男性の人口） - 総人口: 130.7 - 18歳以上: 141.9 | 世帯と家族（対世帯数） - 18歳未満の子供がいる: 23.1% - 結婚・同居している夫婦: 54.6% - 未婚・離婚・死別女性が世帯主: 7.9% - 非家族世帯: 34.8% - 単身世帯: 23.4% - 65歳以上の老人1人暮らし: 17.6% - 平均構成人数 - 世帯: 2.29人 - 家族: 2.89人 収入と家計 - 収入の中央値 - 世帯: 25,898米ドル - 家族: 32,500米ドル - 性別 - 男性: 25,000米ドル - 女性: 18,571米ドル - 人口1人あたり収入: 13,156米ドル - 貧困線以下 - 対人口: 17.4% - 対家族数: 14.1% - 18歳未満: 21.3% - 65歳以上: 18.2% |

## 都市と町
- ディケンズ - 郡庁所在地
- スパー
- アフトン、未編入の町
- マカドゥー、未編入の町